# 小行星18935
小行星18935（18935 Alfandmedina）是一颗绕太阳运转的小行星，为主小行星带小行星。该小行星于2000年8月24日发现。

## 轨道参数
小行星18935的轨道半长轴为2.2169279 UA，离心率为0.152。